# María Fernanda Castro Maya
María Fernanda Castro Maya (Messico, 1993 ca.) è un'attivista messicana per i diritti dei disabili.

## Biografia
A causa della propria disabilità intellettiva, fa parte della Confederazione messicana delle organizzazioni a favore delle persone con disabilità intellettive, che si attiva per garantire che i diritti dei disabili siano rispettati con il supporto di Human Rights Watch. Inoltre, ha chiesto a tutti i partiti politici messicani di considerare le disabilità intellettive e le difficoltà di apprendimento nelle misure che attuano:
Castro sostiene in prima persona l'accessibilità linguistica dei documenti legati alle decisioni politiche, oltre all'inclusione delle persone disabili nei partiti politici e negli eventi elettorali. Inoltre, ha fatto parte della delegazione messicana che ha presentato alle Nazioni Unite un rapporto sui diritti relativi ai disabili e dal 2020 è la rappresentante regionale del gruppo Empower Us, che appartiene alla rete globale Inclusion International. Ha inoltre presieduto la consultazione online sulla partecipazione politica delle persone con disabilità intellettive e psicosociali e ha moderato una tavola rotonda alla Cumbre Internacional de Autogestoras y Autogestores.
Ha presentato una proposta al Parlamento delle Persone con Disabilità 2022 per riformare il codice civile di Città del Messico stralciando la figura del curatore. La proposta è stata inviata al Congresso di Città del Messico in attesa di risposta.

## Riconoscimenti
Nel 2022, è stata inserita nella lista della BBC delle 100 donne più influenti dell'anno per aver difeso i diritti dei disabili in Messico e lottato per la loro partecipazione politica.